# Lychnophora pinaster
Lychnophora pinaster là một loài thực vật có hoa trong họ Cúc. Loài này được Mart. mô tả khoa học đầu tiên năm 1822.